# HD 20794
HD 20794 (e Eridanus) é uma estrela na direção da Eridanus. Possui uma ascensão reta de 03h 19m 53.22s e uma declinação de −43° 04′ 17.6″. Sua magnitude aparente é igual a 4.26. Considerando sua distância de 20 anos-luz em relação à Terra, sua magnitude absoluta é igual a 5.35. Pertence à classe espectral G8V. Possui três planetas confirmados. Possui também um disco de materiais rochosos..